# Cathédrale de Nicotera
La cathédrale de Nicotera est une église catholique romaine de Nicotera, en Italie. Il s'agit d'une cocathédrale du diocèse de Mileto-Nicotera-Tropea.